# Frederik Philip Louis Constant van Lingen
Frederik Philip Louis Constant van Lingen (Hurwenen, 15 april 1832 - Velp, 31 augustus 1913) was een predikant en hoogleraar binnen de Christelijke Gereformeerde Kerken. Zijn betekenis ligt op het terrein van het christelijk middelbaar onderwijs en de strijd om het kerkherstel aan het einde van de negentiende eeuw en als grondlegger van de Theologische Universiteit Apeldoorn. 

## Biografie
Frederik Philip Louis Constant van Lingen werd geboren op 15 april 1848 in Hurwenen. Vanaf zijn twaalfde bezocht hij de Latijnse School en het Gymnasium in Zaltbommel. Op zestienjarige leeftijd ging hij theologie studeren aan de Universiteit van Leiden, destijds het bolwerk van de moderne theologie. Bijbelwetenschappers zoals Lodewijk Willem Ernst Rauwenhoff en Jan Hendrik Scholten gaven hier de toon aan. De theologie werd beheerst door de wijsbegeerte. Het geloof in de Godheid van Christus beschouwd als ongeloofwaardig. Eén van zijn medestudenten was Abraham Kuyper. Toen van Lingen zijn studie in Leiden afgerond had, werd hij in 1854 toegelaten als predikant in de Nederlands Hervormde Kerk.
Op 14 januari 1855 werd hij bevestigd in zijn eerste gemeente Hensbroek. Door de lezing van een boekje getiteld: Zij gij wedergeboren? kwam er in deze periode een verandering in zijn leven. Inmiddels werd hij predikant in Broek op Langendijk, een rechtzinnige enclave in het overwegend vrijzinnige Noord-Holland.
Hier begon de strijd van Van Lingen om het kerkherstel. De Nederlandse Hervormde Kerk kon door het ideaal van tolerantie geen vuist meer maken tegen afwijkingen ten opzichte van de gereformeerde belijdenis, zoals dit in de 17de eeuw tegen de remonstranten wel gebeurd was. Door middel van talloze artikelen in het blad De Heraut deed Van Lingen een poging om 'den geest der dwalingen' te bestrijden. Hij raakte ook betrokken bij de Vrienden der waarheid en de Confessionele Vereniging. Als tweede middel hield hij landelijk veel toespraken. Op 8 december 1864 legde hij de grondslag voor een Christelijk Gymnasium in Zetten.
In 1880 werd Van Lingen betrokken bij de doleantie rondom Kuyper. Omdat hij teleurgesteld werd in deze beweging sloot hij zich aan bij de Christelijke Gereformeerde Kerk. Dit kerkverband stond op het punt van vereniging met de Nederduitse Gereformeerde Kerk. Met collega Jacobus Wisse stelde Van Lingen een bezwaarschrift op tegen deze vereniging. Door 700 leden van de Christelijke Gereformeerde Kerk werd het ondertekend, maar de synode van 1892 wees de bezwaren af.   
Een klein deel zette na 1892 de Christelijke Gereformeerde Kerk voort. Van Lingen legde de grondslag voor een Theologische School in Rijswijk, later gevestigd in Apeldoorn. Het doel van Van Lingen niet alleen wetenschappelijke vorming van predikanten. "Hoe hoog wij de wetenschap ook stellen en prediking der objectieve verlossing nodig achten, zonder de subjectieve, de bevindelijke waarheid achten wij die zonder nut voor de eeuwigheid. Wij mogen het volk niet van haar waarachtig zielenvoedsel berooft laten" (Van Lingen).  
Van Lingen was actief op het gebied van Bijbelwetenschap. Hij werkte mee aan de Bijbelverklaring van Karl August Dächsel in het Nederlands. Nagenoeg ieder vers werd van commentaar voorzien en Van Lingen voegde ook veel uitspraken toe van theologen. 
De opkomst van de (Leidse) Bijbelvertaling riep om een tegenreactie en Van Lingen voelde zich op hoge leeftijd geroepen met enkele andere predikanten tot een orthodox alternatief: "een nieuwe vertaling van de Bijbel, zo getrouw mogelijk aan de grondtekst, vervaardigd wordt door bekwame mannen, die op de hoogte van de hedendaagse wetenschap staan en onvoorwaardelijk vast houden aan het gereformeerde beginsel: de Heilige Schrift is Gods Woord."
Op 31 augustus 1913 overleed Van Lingen in Velp.

## Publicaties
- Bij wie de schuld? (1895)
- Vraagboekje over het ontstaan, het verval en het wederopleven der Christelijke Gereformeerde Kerk door F.P.L.C. van Lingen (1897)
- Preek 1 Thessalonicenzen 5:23. Geest, ziel en lichaam. Ds. F.P.L.C. van Lingen. 1886-1887. Uit de diepte, nr 23.
- Preek 2 Petrus 3:18a. Opwassen. Ds. F.P.L.C. van Lingen. 1886-1887. Uit de diepte, nr 49.
- Preek Jesaja 51:22-23. De slavernij geëindigd. Ds. F.P.L.C. van Lingen. 1886-1887. Uit de diepte, nr 35.
- Preek Johannes 15:5a. Wijnstok en ranken. Ds. F.P.L.C. van Lingen. 1886-1887. Uit de diepte, nr 13.
- Preek Lucas 3:16b. De Pinksterdoop. Ds. F.P.L.C. van Lingen. 1886-1887. Uit de diepte, nr 51.
- Preek Psalm 119:94. Ik ben Uwe. Ds. F.P.L.C. van Lingen. 1886-1887. Uit de diepte, nr 6.